# Chiesa di Santa Maria Incoronata (Lugano)
La chiesa di Santa Maria Incoronata era un edificio religioso barocco di Lugano, costruito nel Cinquecento e raso al suolo nel 1914. Alla chiesa era annesso un oratorio dedicato a Santa Marta.

## Storia
L'origine dell'edificio, che si trovava vicino a via Canova, era medievale. Fu fondato insieme all'ospedale civico, del quale faceva parte e con il quale fu distrutto quando fu costruito il palazzo delle Dogane.
Il titolo di "Incoronata" risale al 1628, quando fu offerta una corona per la statua della Madonna che si trovava sull'altare maggiore. Nel 1646 la chiesa diventò un giuspatronato della famiglia Bellasi. Il coro e l'altar maggiore vennero eseguiti su disegno dell'Ing.Antonio Bettini di Vezia durante l'ultimo quarto del Seicento. Questo altare del 1600 ora, sempre secondo le fonti, si trova nella vecchia chiesa di Santa Lucia a Massagno (abbattuta negli anni 30 e rimpiazzata dalla attuale)
Da una tribuna della Chiesa, in corrispondenza al piano dell'ospedale, i degenti potevano assistere alle funzioni. La festa dell'Incoronata ricorreva la domenica in Albis e si celebrava in pompa magna. La chiesa veniva adornata di tappezzerie e di paramenti d'argento ivi trasportati dalla Collegiata (ora Cattedrale) di San Lorenzo e nei porticati dell'ospedale si esponevano i ritratti dei benefattori.
Attigua alla chiesa di Santa Maria Incoronata, trovavasi l'oratorio dedicato a Santa Marta, appartenente alla Confraternita della Buona Morte. Il Pasqualigo, nel suo "Manuale d'uso del forastiere in Lugano" (Tip. Fioratti 1855), a proposito di Santa Marta, annota che "vi esistono varii buoni dipinti, che ornavano già in altri giorni la Cappella di St.Antonio nella soppressa chiesa di San Francesco (sempre a Lugano e abbattuta nell'800). I dipinti citati sono: 1) L'esumazione di cadavere ordinata in Lisbona dal Taumaturgo di Padov, onde far dichiarare dal defunto l'innocenza di suo padre imputato di omicidio; 2) La risurrezione del nipote Parisio già sommerso nel mare, operata dal Santo per la preghiera della sorella.
In più vi sono due mezze lune ed altri quattro quadretti, uno di cui rappresentante il miracolo del S.Sacramento.